# Civilt försvar i Sverige
 Civilt försvar är den icke-militära delen av Sveriges totalförsvar. Civilt försvar ingår tillsammans med Sveriges krisberedskap i Sveriges civila beredskap.

## Mål
Målet för det civila försvaret är att ha förmåga att:
1. Värna civilbefolkningen
2. Säkerställa de viktigaste samhällsfunktionerna
3. Upprätthålla en nödvändig försörjning
4. Bidra till det militära försvarets förmåga vid väpnat angrepp eller krig i vår omvärld
5. Upprätthålla samhällets motståndskraft mot externa påtryckningar och bidra till att stärka försvarsviljan
6. Bidra till att stärka samhällets förmåga att förebygga och hantera svåra påfrestningar på samhället i fred, och

med tillgängliga resurser bidra till förmågan att delta i internationella fredsfrämjande och humanitära insatser. 
Det svenska civila försvaret leds inte av någon enskild myndighet. Verksamheten bedrivs av olika statliga myndigheter, kommuner, regioner, privata företag och frivilligorganisationer. Viktiga aktörer i arbetet är Myndigheten för samhällsskydd och beredskap (MSB), respektive länsstyrelse samt de så kallade bevakningsansvariga myndigheter som återfinns i bilagan till förordningen (2015:1052) om krisberedskap och bevakningsansvariga myndigheters åtgärder vid höjd beredskap.[förklaring behövs] För kommuner och landsting regleras ansvaret i Lag (2006:544) om kommuners och landstings åtgärder inför och vid extraordinära händelser i fredstid och höjd beredskap.

## Historik
Från andra världskriget till slutet av 1990-talet genomfördes beredskapsplanering inför krig och krigsfara inom totalförsvaret. Det civila försvaret bestod av  det ekonomiska försvaret, det psykologiska försvaret samt övrigt civilförsvar. Det fanns myndigheter med tydligt samordningsansvar som Överstyrelsen för ekonomiskt försvar, Styrelsen för psykologiskt försvar, samt senare också Överstyrelsen för civil beredskap. Dessutom fanns på högre regional nivå Civilbefälhavare och regionalt respektive länsstyrelse som högsta civila totalförsvarsmyndighet.
Totalförsvarsorganisationen svarade under det kalla kriget för lagerhållning av materiel och förnödenheter till civilbefolkningen. Bland annat lagerhölls skyddsmasker samt materiel och maskiner som skulle användas om Sverige utsattes för flygangrepp eller anfall, då det civila försvaret skulle fungera bland annat som en stödfunktion till lokala räddningstjänster.
När det kalla kriget tog slut, hade Sverige en omfattande beredskapsorganisation, vilken gradvis avvecklades. Regeringen gav den 2002 nyinrättade Krisberedskapsmyndigheten (som senare uppgick i Myndigheten för samhällsskydd och beredskap) i uppgift att handlägga frågor rörande det civila försvaret. Med hjälp av så kallade anpassningsperioder om fem eller tio år skulle samhället kunna öka förmågan att motstå olika typer av angrepp.[förklaring behövs]

## Beslut om återuppbyggnad
Enligt regeringens försvarspolitiska inriktning 2016-2020 ska planeringen för civilt försvar återupptas. Planeringsarbetet utgår från att förmågan att hantera kriser i samhället i fredstid också ska ge en grundläggande förmåga att hantera krigssituationer. Strukturer och processer som används inom krisberedskapen bör så långt möjligt även användas i planeringen av det civila försvaret.
Viktiga aktörer i arbetet är Myndigheten för samhällsskydd och beredskap (MSB), länsstyrelserna samt de så kallade bevakningsansvariga myndigheter som återfinns i bilagan till förordningen (2015:1052) om krisberedskap och bevakningsansvariga myndigheters åtgärder vid höjd beredskap.[förklaring behövs] I denna förordning regleras också det övergripande ansvaret för de civila myndigheterna när det gäller civilt försvar. För kommuner och landsting regleras ansvaret i Lag (2006:544) om kommuners och landstings åtgärder inför och vid extraordinära händelser i fredstid och höjd beredskap. samt LEH.
I samband med den samhälleliga krissituation som utlöstes av coronapandemin har stora brister i Sveriges civila beredskap uppdagats. Beslut har tagits om åtgärder för att återuppbygga delar av den tidigare civila beredskapsorganisationen, såsom beredskapslager.